# Волынская областная филармония
Волынская областная филармония (укр.  Волинська обласна філармонія ) — государственная концертная организация в Луцке, расположена на проспекте Воли, 46. Созданная в 1939 году, при филармонии был сформирован Волынский ансамбль песни и танца.
С началом немецко-советской войны в 1941 году коллектив эвакуировали в глубь СССР, где концертная деятельность была сосредоточена в основном в военных госпиталях.
В 1945 году ансамбль вернулся на Волынь и просуществовал до его расформирования в 1969 году. Концертная жизнь филармонии существовала благодаря гастролям творческих коллективов, отдельных исполнителей и литературно-музыкальных лекториев филармонии, тематические программы которых служили воспитанием художественных вкусов различных слоев населения городов и сёл области.
Дом филармонии был построен в 1960-х годах. Сначала в нём размещалась автобусная станция.
В составе Волынской областной филармонии работают 9 творческих коллективов, среди которых:
- Государственный академический Волынский народный хор
- камерный оркестр «Кантабиле»
- вокальный квартет «Аккорд»
- солист-вокалист ансамбля «Свитязь», народный артист Украины, лауреат Национальной премии имени Тараса Шевченко Василий Зинкевич
- 4 литературно-музыкальные лектории, в составе которых работают народный артист Украины Василий Чепелюк, заслуженный артист Украины Михаил Лазука.

Ежегодно филармония проводит фестиваль «Стравинский и Украина».